# 朱淑真

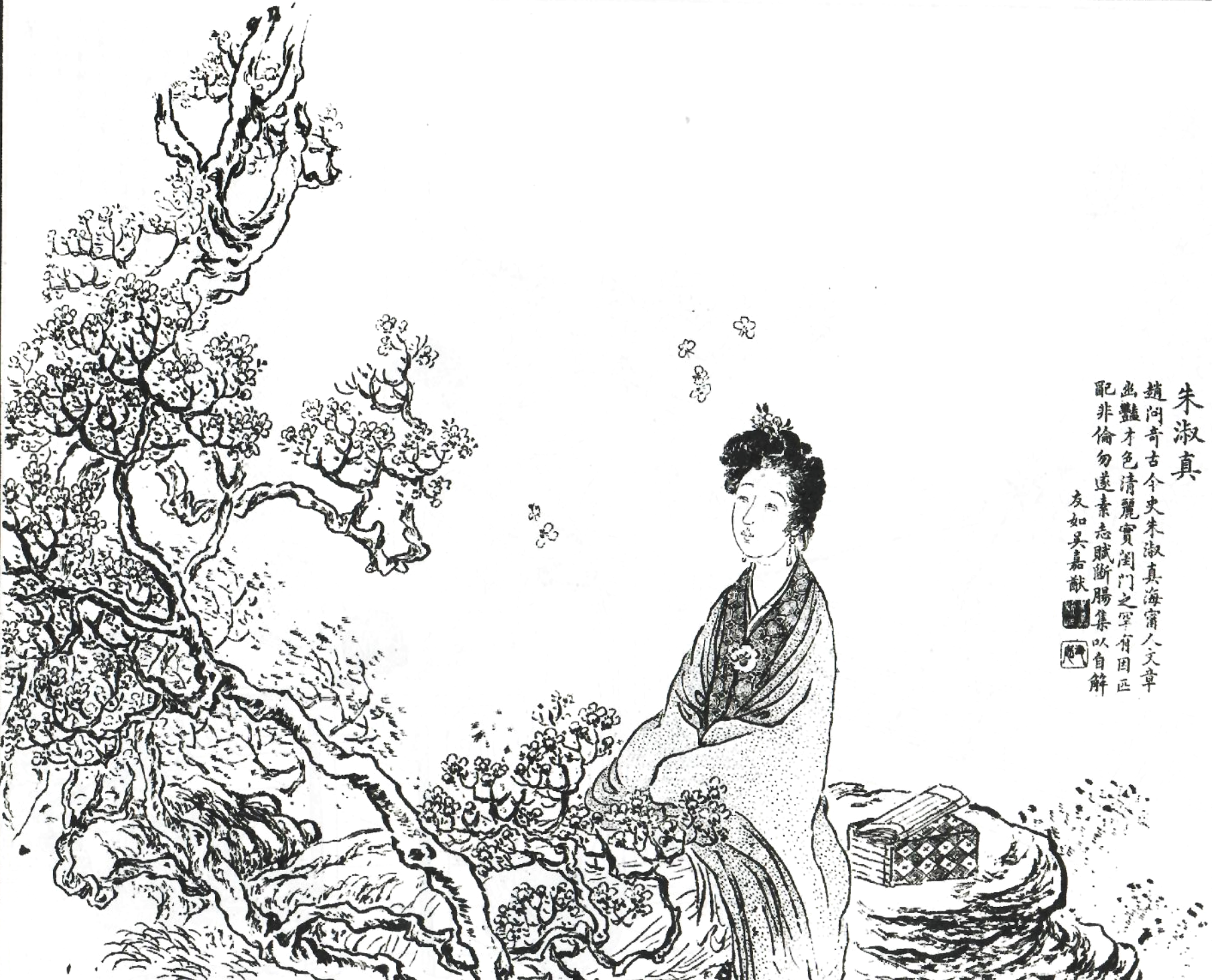
朱淑真像，出自《古今百美图》

朱淑真（1135年—1180年），又作朱淑珍、朱淑貞，號幽棲居士，籍贯身世，历来说法不一，原籍歙州（治今安徽歙县），《四库全书》中定其为“浙中海宁人”，一说“浙江钱塘（今浙江杭州）人”，女，南宋词人，約生活於南宋高宗、孝宗时期。

## 生平
朱淑真出身仕宦家庭，其父即临安知府朱晞颜，家境富足，受过良好的教育，通音律、能绘画。後嫁绍兴知府汪綱為妻。她是宋朝僅次於李清照的女詞人，相传朱淑真婚后生活不幸福，離婚再嫁，最後仍抑郁而终，享年不到50岁。其墓在杭州青之坞。

## 作品
朱淑真的词“含思凄婉，能道人意中事”。著名的《生查子》：“去年元夜时，花市灯如昼。月上柳梢头，人约黄昏后。”一直被認為是欧阳修的作品，有学者考证原是朱淑真所作。所著《断肠词》，有明毛晋《诗词杂俎》本、无名氏《紫芝漫钞》本、清《四库全书》本、清光緒間丁丙所輯《武林往哲遺箸》本，民国王鹏运《四印斋所刻词》本。二十世纪唐圭璋所编《全宋词》本最为精审。明人戴冠有《和〈断肠词〉》一卷，在一定程度上保存了朱淑真词集的原貌。